# Stripped World Tour
Stripped World Tour fue la tercera gira musical de Christina Aguilera como promoción de su disco Stripped, es la continuación del Justified and Stripped Tour con Justin Timberlake, ambos se llevaron a cabo en el año 2003 por América del Norte. La gira se inició el 22 de septiembre de 2003 en Alemania y finalizó en diciembre de aquel año en Australia, incluyendo conciertos en Europa, Asia y Oceanía. Cabe destacar el hecho de que se esperaba que Aguilera volviese, en solitario, de gira América, pero por culpa de una gripe no se pudo agrandar la gira por tierras americanas.  El tour recaudó US$75 millones aproximadamente. Además en este tour se ve a Aguilera con una cambio de imagen radical sensual y sexual a comparación de todos sus demás tours. La gira obtuvo críticas positivas.
Además, es el único tour internacional donde canto canciones en español «Contigo en la distancia» y «Falsas esperanzas», además de cantar y cambiar el tipo de género de las canciones «Come On Over Baby» y «Genie in a Bottle». Actualmente es unos de los primeros 5 tours con más recaudadores por una solista femenina de todos los tiempos promediando las ganancias con el número de shows.  También se lanzó un DVD de la gira, grabado en el Wembley Arena de Londres, fue publicado en 2004 bajo el nombre Stripped Live in the UK.

## Teloneros

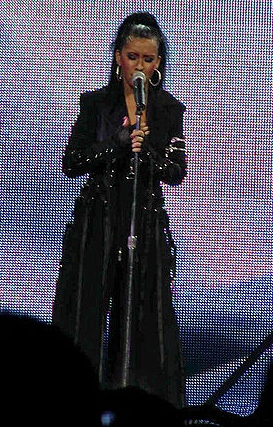
Aguilera interpretando «The Voice Within» durante la gira.

- The Black Eyed Peas
- Jamelia
- Fefe Dobson

## Repertorio
Stripped Intro
1. "Dirrty"
2. "Get Mine, Get Yours"
3. "The Voice Within"
4. "Genie in a Bottle"
5. "Can't Hold Us Down"
6. "Make Over"

Interlude (Latin Dance)
1. "Contigo en la distancia"/ "Falsas esperanzas"
2. "Infatuation"
3. "Come On Over Baby (All I Want Is You)" (Versión Acústica)
4. "Cruz"

Video Sequence: Interludio en la pantalla
1. "Loving Me 4 Me
2. "Impossible"
3. "At Last"
4. "Lady Marmalade"

Interludio - Bailarines
1. "Walk Away"
2. "Fighter"

Stripped Parte 2 (Interludio en la pantalla)
1. "What a Girl Wants"

Encore
1. "Beautiful"

## Fechas
| Fecha                    | Ciudad             | País         | Recinto                       |
| ------------------------ | ------------------ | ------------ | ----------------------------- |
| Europa                   |                    |              |                               |
| 22 de septiembre de 2003 | Hamburgo           | Alemania     | Color Line Arena              |
| 24 de septiembre de 2003 | Copenhague         | Dinamarca    | Forum Copenhagen              |
| 26 de septiembre de 2003 | Estocolmo          | Suecia       | Hovet                         |
| 27 de septiembre de 2003 | Oslo               | Noruega      | Oslo Spektrum                 |
| 29 de septiembre de 2003 | Berlín             | Alemania     | Olympiahalle                  |
| 30 de septiembre de 2003 | Dresde             | Alemania     | Messehalle                    |
| 3 de octubre de 2003     | Róterdam           | Países Bajos | Ahoy                          |
| 4 de octubre de 2003     | Colonia            | Alemania     | Cologne Arena                 |
| 10 de octubre de 2003    | Stuttgart          | Alemania     | Schleyerhalle                 |
| 12 de octubre de 2003    | Amberes            | Bélgica      | Sportpaleis                   |
| 14 de octubre de 2003    | Múnich             | Alemania     | Olympiahalle                  |
| 15 de octubre de 2003    | Viena              | Austria      | Wiener Stadthalle             |
| 17 de octubre de 2003    | Fráncfort del Meno | Alemania     | Festhalle                     |
| 18 de octubre de 2003    | Zúrich             | Suiza        | Hallenstadion                 |
| 20 de octubre de 2003    | Milán              | Italia       | Filaforum                     |
| 22 de octubre de 2003    | Barcelona          | España       | Palau Sant Jordi              |
| 24 de octubre de 2003    | París              | Francia      | Le Zenith                     |
| 25 de octubre de 2003    | Birmingham         | Reino Unido  | NEC Arena                     |
| 27 de octubre de 2003    | Mánchester         | Reino Unido  | Manchester Evening News Arena |
| 28 de octubre de 2003    | Glasgow            | Reino Unido  | SECC Centre                   |
| 30 de octubre de 2003    | Belfast            | Irlanda      | Odyssey Arena                 |
| 31 de octubre de 2003    | Dublín             | Irlanda      | The Point                     |
| 2 de noviembre de 2003   | Londres            | Reino Unido  | Wembley Arena                 |
| 3 de noviembre de 2003   | Londres            | Reino Unido  | Wembley Arena                 |
| 5 de noviembre de 2003   | Londres            | Reino Unido  | Wembley Arena                 |
| 7 de noviembre de 2003   | Birmingham         | Reino Unido  | NEC Arena                     |
| 8 de noviembre de 2003   | Sheffield          | Reino Unido  | Hallam FM Arena               |
| 10 de noviembre de 2003  | Newcastle          | Reino Unido  | Telewest Arena                |
| 11 de noviembre de 2003  | Mánchester         | Reino Unido  | Manchester Evening News Arena |
| Asia                     |                    |              |                               |
| 1 de diciembre de 2003   | Tokio              | Japón        | Tokyo International Forum     |
| 2 de diciembre de 2003   | Tokio              | Japón        | Tokyo International Forum     |
| 3 de diciembre de 2003   | Tokio              | Japón        | Tokyo International Forum     |
| Oceanía                  |                    |              |                               |
| 8 de diciembre de 2003   | Sídney             | Australia    | Sydney Entertainment Centre   |
| 9 de diciembre de 2003   | Sídney             | Australia    | Sydney Entertainment Centre   |
| 11 de diciembre de 2003  | Melbourne          | Australia    | Rod Laver Arena               |
| 11 de diciembre de 2003  | Melbourne          | Australia    | Rod Laver Arena               |
| 14 de diciembre de 2003  | Brisbane           | Australia    | Brisbane Entertainment Centre |
| 16 de diciembre de 2003  | Adelaide           | Australia    | Adelaide Entertainment Centre |
| 17 de diciembre de 2003  | Melbourne          | Australia    | Rod Laver Arena               |

## Personal de Christina Aguilera
| - Ethan Farmer - Bajo - Ray Yslas - Percusión - Brian Frasier - Batería - Michael Herring - Guitarras - Robert Lewis - Teclado - Charlean Hines - Voz secundaria - Tracy Nelson - Voz secundaria - Brandon Rogers | - Monique Slaughter - Tiana Brown - Telisha Shaw - Erin Hernández - Paul Kirkland - Leo Moctezuma - Gilberto Saldivar - Marcel Wilson |